# 右旗增四
天鷹座35，又名BD+01 4010，HD 183324、SAO 124675、HR 7400，是天鷹座的一颗恒星，视星等为5.8，位于銀經38.99，銀緯-7.45，其B1900.0坐标为赤經19h 23m 57.6s，赤緯+1° -7.45′ 46″。